# Atsushi Watanabe (actor)
Atsushi Watanabe (渡辺 篤 Watanabe Atsushi?, n. 9 aprilie 1898, Asakusa-ku⁠(d), prefectura Tokyo⁠(d), Japonia – d. 27 februarie 1977, Kitasenzoku⁠(d), Tōkyō, Japonia) a fost un actor japonez de film.

## Biografie
Watanabe a lucrat ca actor mai întâi la Opera din Asakusa, apoi, în 1921, a devenit actor de film și s-a alăturat studioului cinematografic Makino Educational Pictures, precursor al companiei Makino Film Productions. A trecut apoi pe la alte studiouri și s-a stabilit în cele din urmă la studioul Kamata al companiei Shochiku în 1925, dobândind o reputație de comic și apărând adesea în filmele regizate de Torajiro Saito. S-a alăturat ulterior companiei teatrale de revistă a lui Roppa Furukawa și, la sfârșitul anilor 1930, a început să apară în filmele companiei Toho. În perioada postbelică a jucat în mai multe filme ale cineastului Akira Kurosawa, printre care Ikiru (1952), Yojimbo (1961) și Dodes'kaden (1970).
Atsushi Watanabe a apărut în peste 250 de filme între 1921 și 1970.

## Filmografie selectivă

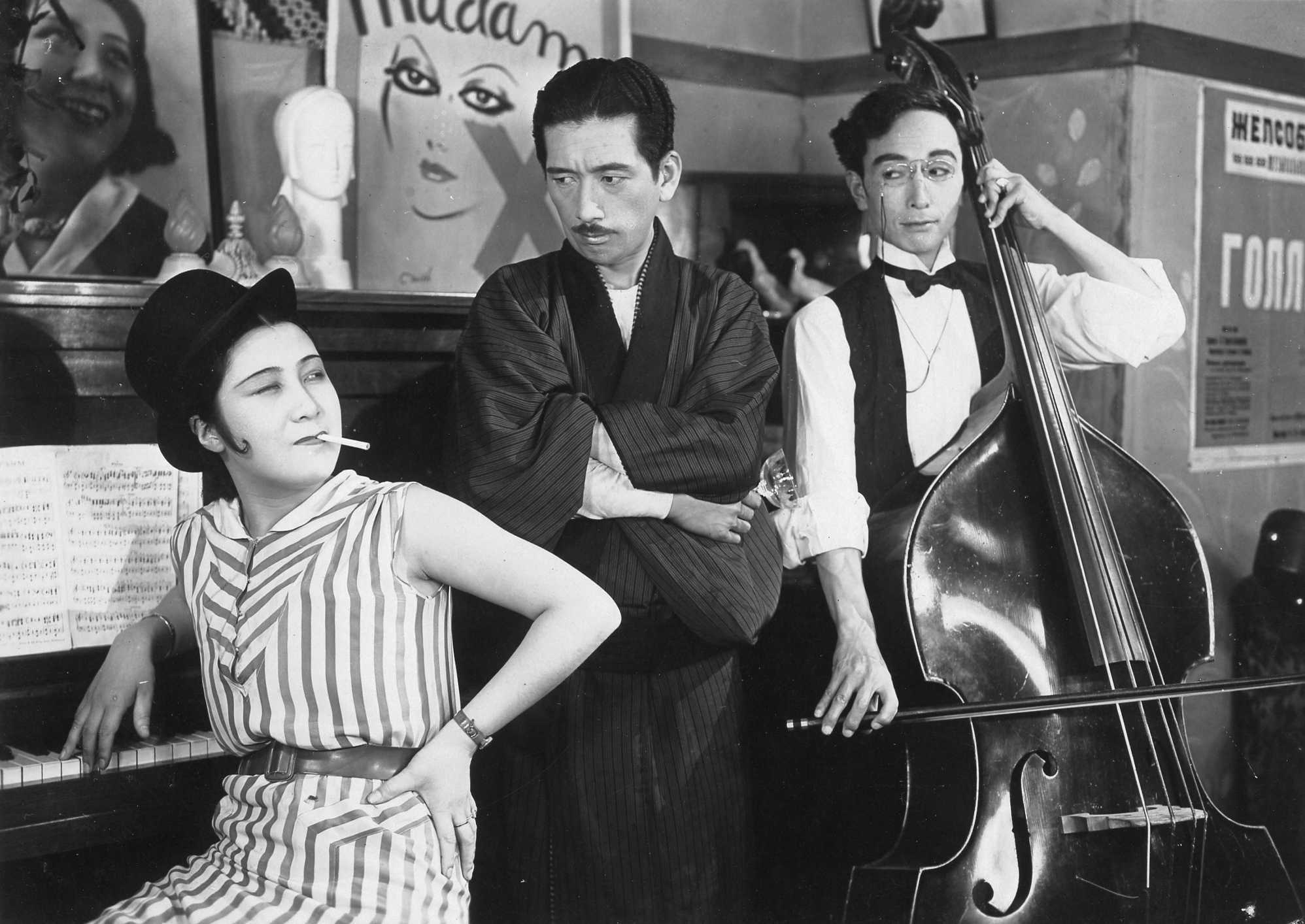
Satoko Date, Atsushi Watanabe și Tokuji Kobayashi în Mon amie et mon épouse (1931)

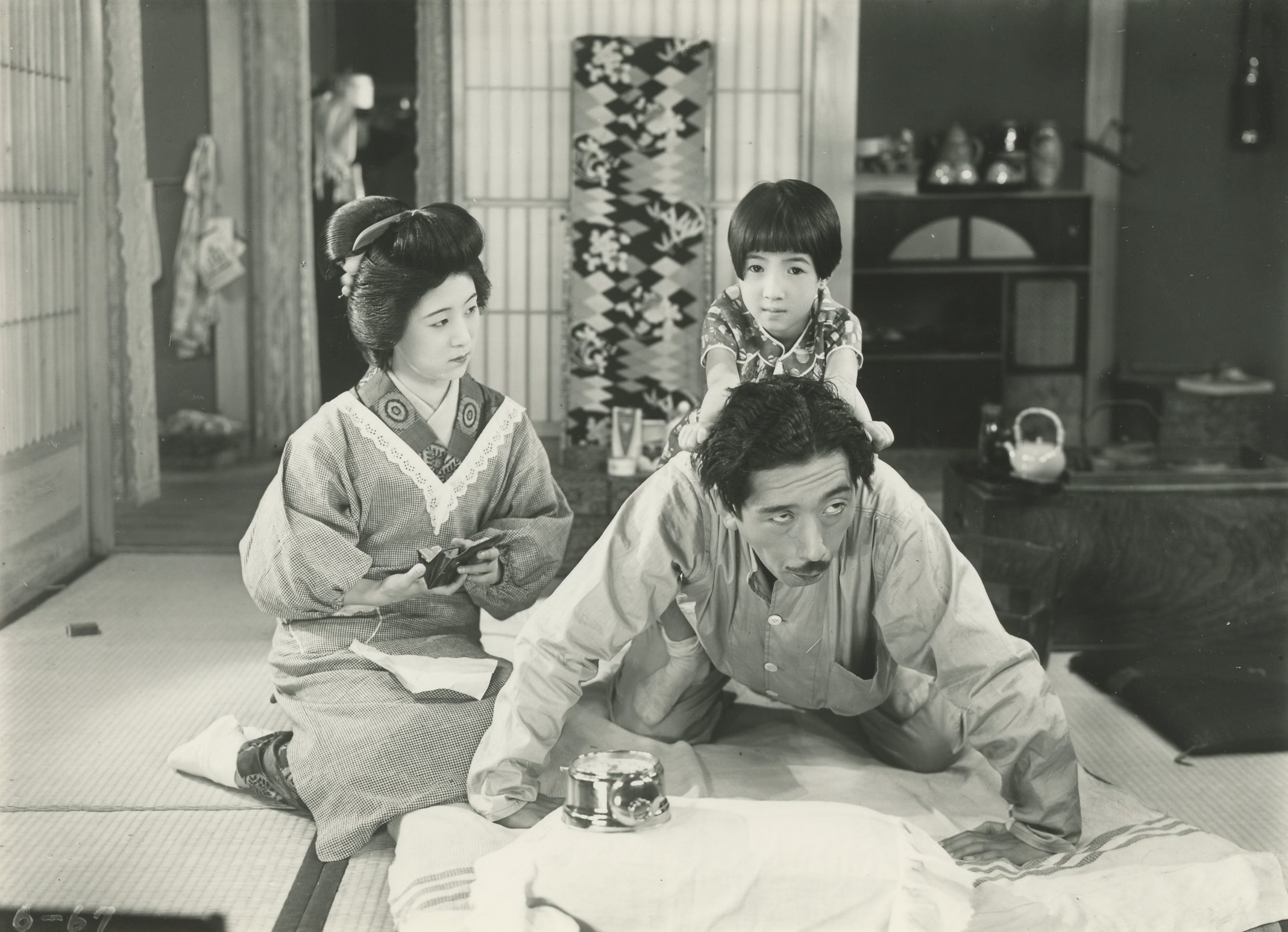
Scenă de film cu (de la stânga la dreapta) Kinuyo Tanaka, Mitsuko Ichimura și Atsushi Watanabe în Mon amie et mon épouse (1931)

### Filme de cinema
- 1921: Kyōdainaka wa
- 1922: Aru shinbun kisha no shuki
- 1922: Aa, Konishi junsa
- 1924: Mikazuki Oroku: zenpen
- 1924: Nemurerū daichii
- 1924: Shiragiku no uta
- 1925: Goiken gomuyō
- 1925: Korerā seibatsū
- 1925: Mājan
- 1925: Mikazuki oroku
- 1925: Kagaribi no yoru
- 1925: Momoiro no toge
- 1925: Mahjong
- 1925: Umi no Himitsu
- 1925: Koizuma - Rakugoka Koiasa
- 1925: Yōsei chi ni otsureba
- 1925: Aisai no himitsu
- 1926: Don Kyūnoshin
- 1926: Nayamashiki koro
- 1926: Ama - Nangoku-hen
- 1926: Karabotan
- 1926: Cosmos saku koro
- 1926: Junanbana - Hayashi Kenichi, directorul băncii
- 1927: Kyūkanchō - hornarul Torakichi Ōyama
- 1927: Shōwa jidai - asistentul lui Yasuda
- 1927: Kafe no joō
- 1927: Kaihin no joō - Sangoro Yamada
- 1927: Fukeiki seibatsu
- 1927: Mura no isha gendai no on'nanoko e
- 1927: Shusse no chikamichi
- 1928: Moshimo kanojo ga
- 1928: Renai futari angya
- 1928: Odore wakamono
- 1928: Hito no yo no sugata
- 1928: Hirotta hanayome
- 1928: Hikkoshi fūfu - Eikichi Fukuoka
- 1928: Riku no ōja
- 1929: Ahiru onna
- 1929: Iroke tappuri
- 1929: Combats amicaux à la japonaise (和製喧嘩友達 Wasei kenka tomodachi?), regizat de Yasujirō Ozu - Ryukichi
- 1929: Kibō
- 1929: Yōkina uta
- 1929: Oyaji to sono ko
- 1929: Renai dai-ikka
- 1930: Shingun - un soldat
- 1930: Reijin - un gentleman
- 1930: Hohoemu jinsei
- 1930: Kānōjo wa dōkoē iku
- 1930: Ishikawa goemon no hoji
- 1930: Modern okusama
- 1930: Umi no kōshinkyoku
- 1930: Seishun no chi wa odoru
- 1931: Runpen niwaka daijin
- 1931: Modern kago no tori
- 1931: Konsen nita fūfu
- 1931: Ai yo jinrui to tomo ni are - Zenpen: Nihon hen - secretarul Yoshida
- 1931: Machii no runpēn
- 1931: Kagoya dainagōn
- 1931: Mon amie et mon épouse (マダムと女房 Madamu to nyōbō?), regizat de Heinosuke Gosho - dramaturgul
- 1932: Kuma no deru kaikonchi - Sahei
- 1932: Amerika koro
- 1932: Midori no kishu - Genzo, băiatul de la grajdul cailor
- 1932: Māchi seiishun sōtohen
- 1932: Shin senjō
- 1932: Konjiki yasha - Tadatsugu Toyama
- 1932: Modan hakusho
- 1934: Karisome no kuchibeni - Ogata
- 1939: Roppa no Ōkubo Hikozaemon
- 1939: Musume no negai wa tada hitotsu
- 1939: Tokyo blues
- 1939: Roppa uta no miyako e yuku
- 1940: Oyako kujira
- 1941: Otoko no hanamichi - Kasuke
- 1941: Kinō kieta otoko - Kanko
- 1941: Kodakara fūfu - Watanabe, secretarul lui Goto
- 1941: Hasegawa Roppa no Iemitsu to Hikoza
- 1943: Ongaku dai-shingun
- 1944: Tanoshiki kana jinsei - ceasornicarul Shūkichi
- 1944: Shibaidō
- 1945: Tokkan ekichō
- 1947: Un merveilleux dimanche (素晴らしき日曜日 Subarashiki nichiyobi?), regizat de Akira Kurosawa - huliganul Yamamoto[8]
- 1947: Shin baka jidadi: Zenpen
- 1947: Shin baka jidai: kōhen
- 1949: Odoroki ikka
- 1949: Nodojiman-kyō jidai
- 1949: Hana kurabe tanuki-goten
- 1949: Umon torimonochō: Nazo no hachijūhachi-ya - Matsu
- 1950: Ishinaka sensei gyōjōki, regizat de Mikio Naruse[9]
- 1950: Shimikin no muteki keirin-ō
- 1950: Enoken no happyakuya-danuki ōabare
- 1951: Umon torimonochō: Katame ookami - 'Chongire' no Matsu
- 1952: Yagura daiko - Zenba
- 1952: Musume jūku wa mada junjō yo - Yoshibei Echigoya
- 1952: Vivre (生きる, Ikiru), regizat de Akira Kurosawa - pacient[10]
- 1952: Ashita wa gekkyūbi - Furugaki
- 1953: Botchan - un învățător
- 1954: Cei șapte samurai (七人の侍 Shichinin no samurai?), regizat de Akira Kurosawa - vânzătorul de manjū[11]
- 1954: Satomi Hakken-den: Dai-ichi-bu yōtō murasame maru
- 1954: Satomi Hakken-den: Dai-ni-bu Hōryūkaku no ryūko
- 1954: Satomi Hakken-den: Dai-san-bu kaibyō ranbu
- 1954: Satomi Hakken-den: Dai-yon-bu ketsumei hakkenshi
- 1954: Satomi Hakken-den: Kanketsu-hen akatsuki no kachidoki
- 1955: Vivre dans la peur (生きものの記録 Ikimono no kiroku?), regizat de Akira Kurosawa - Ishida, muncitorul din uzină[12]
- 1956: Taifū sōdōki
- 1957: Azilul de noapte (どん底 Donzoko?), regizat de Akira Kurosawa - vagabondul bețiv Kuna[13]
- 1957: Hana kurenai ni - Sen'yama
- 1959: Senryō-jishi - Kansuke
- 1960: Tenpō rokkasen - Jigoku no hanamichi
- 1960: Kyōsaitō sōsai ni eikō are - Tanimura
- 1961: Kaidan Oiwa no borei
- 1961: Shin nitōhei monogatari medetaku gaisen no maki
- 1961: Hatamoto kenka taka - Yobei Tajimaya
- 1961: Le Garde du corps (用心棒 Yojimbo?), regizat de Akira Kurosawa - tâmplarul, fabricant de sicrie[14]
- 1962: Nippon no obaachan - Suzumura
- 1962: Hatamoto taikutsu otoko: nazo no sango yashiki
- 1963: Bakurō ichidai - Ogasawara
- 1963: Okashina yatsu - Takuetsu
- 1965: Goben no tsubaki - Yosuke
- 1965: Barbă Roșie (赤ひげ Akahige?), regizat de Akira Kurosawa - pacient[15]
- 1966: Ohana han - primarul Kitakawara
- 1968: Sukurappu shūdan
- 1970: Dodes'kaden (どですかでん Dodesukaden?), regizat de Akira Kurosawa - dl. Tanba (ultimul rol în film)[16]

### Seriale de televiziune
- 1966: Seishun to wa nanda (1 episod)

### Film documentar
- 2002: Akira Kurosawa: It Is Wonderful to Create (imagini de arhivă)

## Legături externe
- Atsushi Watanabe la Internet Movie Database